# Лосинский, Августин
Августин Лоси́нский (пол. Augustyn Łosiński, 8 января 1867 года, Кшивнишки, около Могилёва, Российская империя — 30 марта 1937 года, Кельце, Польша) — католический прелат, епископ Кельце с 7 апреля 1910 по 30 марта 1937 года.

## Биография
Окончил гимназию в Динабурге, после чего обучался в духовной семинарии и Императорской римско-католической духовной академии в Санкт-Петербурге, по окончании которой был рукоположен 24 апреля 1892 года в священники. Преподавал в Санкт-Петербургской семинарии, был её ректором.
7 апреля 1910 года Римский папа Пий X назначил Августина Лосинского епископом Кельце. 5 июня 1910 года в Санкт-Петербурге состоялось рукоположение Августина Лосинского в епископы, которое совершил могилёвский архиепископ Викентий Ключинский в сослужении с титулярным епископом Клаудиполиса Изаурского и вспомогательным епископом могилёвской архиепархии Стефаном Антонием Денисевичем и титулярным епископом Эварии и вспомогательным епископом могилёвской архиепархии Яном Феликсом Цепляком. 29 июня 1910 года в Кельце в соборе Успения Пресвятой Девы Марии состоялся ингресс.
Будучи епископом Кельце, Августин Лосинский занимался просветительской, благотворительной и пастырской деятелдьностью. Основал епархиальное издание «Przegląd Diecezjalny», образовательные учреждения и музей. В 1927 году созвал епархиальный Синод. Придерживаясь консервативных взглядов, Августин Лосинский находился в постоянном конфликте с Юзефом Пилсудским и польской государственной властью. В мае 1935 года Юзеф Бек обратился к Святому Престолу с просьбой снять с должности Августина Лосинского. Этот конфликт завершился смертью Августина Лосинского, который скончался 30 марта 1937 года.